# Атра
Атра, Атрас, Атракос (на старогръцки: Ἆτραξ,-αγϕϛ Ἆτραξ,-o -ακοϛ ) го нарича също Атракия (на старогръцки: Ἆτρακία) е град в Антична Тесалия на пеласгите, намиращ се на 40 стадия от другия пеласги – Аргиса. 